# Hombres de Weerdinge

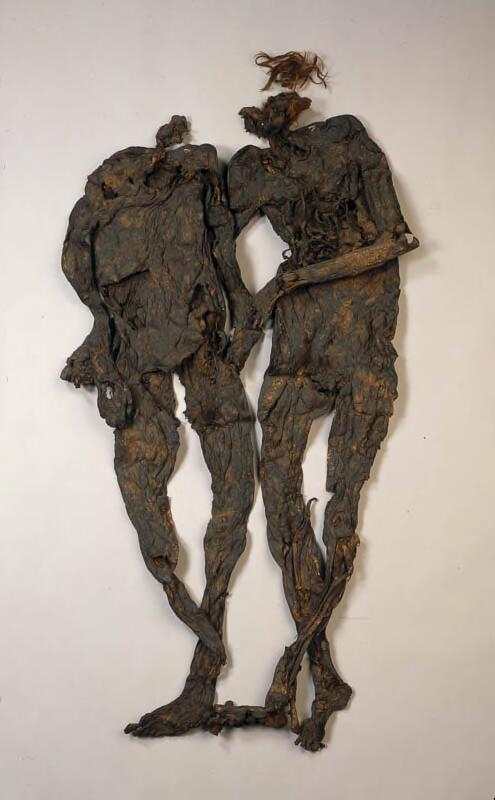
Los cadáveres de los hombres de Weerdinge, en el Museo Drents.

Los Hombres de Weerdinge son los cadáveres momificados de dos hombres datados entre 160 a. C. y 220 d. C. en plena Edad de Hierro.

## Descubrimiento
Fueron encontrados juntos en el pantano de Bourtanger Moor, en la provincia de Drente, Países Bajos, en 1904 por Hilbrand Gringhuis, un campesino que recogía turba. Al principio se creyó que uno de los cuerpos era femenino, siendo conocidos como "pareja Weerdinge" o, más popularmente "Señor y Señora Veenstra", uno de los apellidos holandeses más comunes.

## Características
Un enterramiento doble es excepcional entre las momias del pantano, pero como el ácido del entorno destruye el ADN es imposible saber si había algún parentesco entre ellos. El hombre más completo tenía un corte en el torso, con los intestinos afuera, lo cual apunta a un sacrificio ritual adivinatorio. Estrabón, historiador romano, relata como los europeos celtas y germánicos de la Edad de Hierro adivinaban el futuro "leyendo las entrañas" de prisioneros sacrificados.

## Conservación
Los Hombres de Weerdinge fueron secados para su conservación y se los creyó una pareja hasta que análisis más minuciosos casi cien años después descubrieron que se trataba de dos hombres. Se encuentran en exposición en el Museo Drents en Assen, al igual que la Niña de Yde.